# Vicky Cristina Barcelona
Vicky Cristina Barcelona es una película estadounidense, escrita y dirigida por Woody Allen, rodada en los Estados Unidos y España, concretamente en Cataluña y Asturias. El inicio del rodaje fue en julio de 2007 en España y terminó a finales de agosto. Está protagonizada por Javier Bardem, Penélope Cruz, Scarlett Johansson y Rebecca Hall. El film se encuentra ambientado principalmente en Barcelona, Avilés y Oviedo.
Fue preestrenada en España el 18 de septiembre en la gala de inauguración de la 56.ª edición del Festival de San Sebastián, y el estreno en las salas comerciales tuvo lugar el 1 de febrero.

## Argumento
Dos jóvenes estadounidenses, Vicky (Rebecca Hall) y Cristina (Scarlett Johansson), van a Barcelona a pasar unas vacaciones de verano con Judy (Patricia Clarkson). Vicky es un tanto emocional con intenciones de casarse con Doug (Chris Messina); Cristina se encuentra en la búsqueda de nuevas experiencias. En Barcelona, en una exposición de arte, Cristina y Vicky se cruzan con Juan Antonio (Javier Bardem), un carismático pintor que aún mantiene una relación conflictiva con su exesposa. Juan Antonio las invita a ambas a ir con él a la ciudad de Oviedo, Cristina acepta de inmediato, mientras que Vicky queda sorprendida por su descaro, pero acaba yendo por acompañar a su amiga y cuidarla.
En Oviedo, Cristina se queda con Juan Antonio en una habitación y Vicky en otra. Durante la noche, Cristina y Juan Antonio beben vino, pero a Cristina le da una úlcera antes de que tengan relaciones sexuales. Mientras Cristina se recupera, Vicky acompaña a Juan Antonio y su opinión sobre él cambia al conocer a su padre, un viejo poeta. Juan Antonio le cuenta a Vicky sus problemas con su exesposa y Vicky termina sucumbiendo a sus encantos. Cristina se recupera y luego las lleva a ambas de vuelta a Barcelona, allí Juan Antonio lleva a una cata de vinos a Cristina. Vicky no le cuenta a Cristina que se enamoró de Juan Antonio y las dos comienzan a distanciarse. Cristina se muda con Juan Antonio, y Vicky recibe una llamada de Doug, que le dice que pueden casarse en España, lo que ella acepta a regañadientes.
Unas semanas después de que Cristina se vaya a vivir con Juan Antonio, ambos son despertados por una llamada. Al parecer, María Elena (Penélope Cruz), la loca exesposa de Juan Antonio, ha tratado de suicidarse. Juan Antonio va a buscarla, ya que está drogada, y la lleva a vivir a su casa con ellos. Cristina al principio no lo acepta, pero luego le agrada la polifacética artista. Juntos los tres comienzan a desarrollar una relación polígama. María Elena le dice a Cristina que ambos vivían muy bien, pero que les faltaba algo, y que ese algo resultó ser la propia Cristina. Ella le cuenta esto a Vicky, quien está secretamente celosa de su amiga.
Poco después, Vicky descubre que no está satisfecha con su vida de casada, y que está enamorada de Juan Antonio. Se entera de que Judy también es infeliz en su matrimonio y le pide consejo. Ella decide juntar a Vicky y a Juan Antonio, ya que ve a Vicky como una versión más joven de ella y trata de, a través de Vicky, reescribir su propia historia. Mientras, Cristina les dice a Juan Antonio y a María Elena que ya no puede soportar ser el "algo" que aviva la relación entre ellos y se va unas semanas a Francia. La relación entre Juan Antonio y María Elena decae de nuevo. Juan Antonio la deja y María Elena desciende a la locura otra vez.
Mientras, Judy, en su afán de juntar a Vicky y a Juan Antonio, organiza una fiesta. En ella, Juan Antonio queda en comer al día siguiente con Vicky. Después de mentirle a Doug, Vicky va a comer con Juan Antonio. Allí, este trata de seducirla. Ella está a punto de ceder ante sus encantos cuando entra una intoxicada y loca María Elena con un revólver y dispara por toda la casa. Juan Antonio intenta calmarla. Pero él accidentalmente le dispara a Vicky y le daña la mano. Vicky vuelve con Doug sin decirle nada, mientras sí le cuenta todo a Cristina. Ambas vuelven a sus vidas normales.

## Sobre la trama
Woody Allen reveló en Nueva York en marzo de 2007 que sería «una película romántica, seria, con algunos momentos divertidos y sin sangre». Comenzará «con alguien enseñando la ciudad a dos personas que acaban de llegar. Mi propósito es mostrar Barcelona igual que muestro Manhattan, muy a través de mis ojos», explicó el cineasta.
Por otra parte, Javier Bardem, que actúa en la cinta, comentó que interpreta a «un tipo totalmente normal, pero que tiene locas a Penélope Cruz y Scarlett Johansson».

## Elenco
Los protagonistas de esta película son los españoles Javier Bardem y Penélope Cruz, así como la neoyorquina Scarlett Johansson y la británica Rebecca Hall. Además, de la participación en el proyecto de Julio Perillán, Joel Joan, Lloll Bertran, Abel Folk y Jaume Montané.
Bardem fue el primer actor español candidato al Oscar, en 2001, por Antes que anochezca y ganador del Oscar al mejor actor de reparto en 2008 por No Country for Old Men, lo mismo que ocurrió con la actriz Penélope Cruz, al ser nominada a mejor actriz por Volver, de Pedro Almodóvar.
Javier Aguirresarobe es el director de fotografía, quien ya intervino en Hable con ella de Pedro Almodóvar, Los fantasmas de Goya de Miloš Forman o en Los otros y Mar adentro de Alejandro Amenábar. 
La película fue rodada en Barcelona, Oviedo y Avilés. En Avilés se filmó en el faro, en la calle de San Francisco y en el Hotel Ferrera, antiguo palacio barroco. Se rodó en inglés y en castellano. Woody Allen había mostrado su interés por rodar en Asturias tras recibir el Premio Príncipe de Asturias.[cita requerida]

## Críticas
Vicky Cristina Barcelona se estrenó el 15 de agosto de 2008 en EE. UU. con buenas críticas:[cita requerida]
- Variety / Todd McCarthy: "La vuelta del mejor Allen! Vicky Cristina Barcelona es sexy, divertida… Ofrece atractivos elementos tanto a hombres como a mujeres”.[cita requerida]

- Village Voice / Scott Foundas: “Allen creó una película irónica e inteligente acerca de los peculiares impulsos del corazón que es sin duda su trabajo más logrado desde Match Point”[cita requerida]

- Chicago Sun-Times / Roger Ebert: “Vicky Cristina Barcelona Tiene todo lo que uno puede pedir de una película”.[cita requerida]

- Premiere / Eric Kohn: “Allen realiza una aguda observación del comportamiento humano, y consigue equilibrar con elegancia el melodrama y la comedia. Vicky Cristina Barcelona genera el placer de estar viendo algo completamente diferente”.[cita requerida]

- Rolling Stone / Peter Travers: "La película más sexy hecha por Woody Allen"[cita requerida]

De las interpretaciones de los actores la más alabada es Penélope Cruz, que ha conseguido ganar en los Premios Óscar como mejor actriz de reparto.

## Taquilla
La película debutó en el número diez en la taquilla estadounidense tras recaudar 3.755.575 de dólares en su primer fin de semana. Tras un mes en cartel, la cinta se acerca a los 20 millones de dólares (19.394.888), siendo una de las películas de Woody Allen que mejor ha funcionado en Estados Unidos. A fines de enero la cinta superó los 23 millones de dólares.[cita requerida]
En la taquilla española debutó con el primer puesto al recaudar 2,2 millones de € tras ser vista por 351.000 espectadores. Tras solo 3 semanas en cartel ya había superado el millón de espectadores y los 5,7 millones de euros de recaudación. Al final de su carrera comercial, Vicky Cristina Barcelona consiguió situarse como la 3ª película española más taquillera en España en 2008 tras haber sido vista por 1.240.343 espectadores y haber recaudado 7.459.286,87 €.
La película también consiguió ser número uno durante 2 semanas consecutivas en Francia.[cita requerida]
Internacionalmente, a 8 de marzo de 2009, ha recaudado $91.262.911.

## Banda sonora
Canciones y temas incluidos en la banda sonora:
| Canción/Tema      | Intérprete                                                              | Autor                                                                                                |
| ----------------- | ----------------------------------------------------------------------- | --- |
| Barcelona         | Giulia y Los Tellarini con Pablo Díaz-Reixa, Xavier Tort y Jordi Llobet | Giulia Tellarini, Maik Alemany, Alejandro Mazzoni y Jens Neumaier                                    |
| Asturias          | Juan Quesada                                                            | Isaac Albéniz                                                                                        |
| Gorrión           | Juan Serrano                                                            | Juan Serrano                                                                                         |
| Entre dos aguas   | Paco de Lucía                                                           | Paco de Lucía y José Torregrosa                                                                      |
| El noi de la mare | Muriel Anderson                                                         | Tradicional canción folk catalana arreglada para guitarra clásica por Miguel Llobet y Andrés Segovia |
| Granada           | Emilio de Benito                                                        | Isaac Albéniz                                                                                        |
| La ley del retiro | Giulia y Los Tellarini con Pablo Díaz-Reixa, Xavier Tort y Jordi Llobet | Giulia Tellarini, Maik Alemany, Alejandro Mazzoni y Jens Neumaier                                    |
| When I Was A Boy  | Biel Ballester Trío con Leo Hipaucha y Graci Pedro                      | Biel Ballester                                                                                       |
| Big Brother       | The Stephane Wrembel Trío con David Grisman                             | Stephane Wrembel                                                                                     |
| Your Shining Eyes | Biel Ballester Trío con Leo Hipaucha y Graci Pedro                      | Biel Ballester                                                                                       |
| Entre olas        | Juan Serrano                                                            | Juan Serrano                                                                                         |

## Premios y nominaciones
Óscar
| Año  | Categoría               | Persona       | Resultado |
| ---- | ----------------------- | ------------- | --------- |
| 2008 | Mejor actriz de reparto | Penélope Cruz | Ganadora  |

Globos de Oro
| Año  | Categoría                          | Persona                            | Resultado |
| ---- | ---------------------------------- | ---------------------------------- | --------- |
| 2009 | Mejor película - Comedia o musical | Mejor película - Comedia o musical | Ganadora  |
| 2009 | Mejor actor - Comedia o musical    | Javier Bardem                      | Nominado  |
| 2009 | Mejor actriz - Comedia o musical   | Rebecca Hall                       | Nominada  |
| 2009 | Mejor actriz de reparto            | Penélope Cruz                      | Nominada  |

Premios BAFTA
| Año  | Categoría               | Persona       | Resultado |
| ---- | ----------------------- | ------------- | --------- |
| 2008 | Mejor actriz de reparto | Penélope Cruz | Ganadora  |

Premios Goya
| Año  | Categoría                                | Persona       | Resultado |
| ---- | ---------------------------------------- | ------------- | --------- |
| 2008 | Mejor interpretación femenina de reparto | Penélope Cruz | Ganadora  |

53.ª edición de los Premios Sant Jordi
| Categoría                                       | Resultado |
| ----------------------------------------------- | --------- |
| Rosa de Sant Jordi a la mejor película española | Ganadora  |

Otros premios y nominaciones
- VCB recibió el premio "Sebastina 2008" que la asociación de homosexuales Gehitu concede al filme del Festival de Cine de San Sebastián en el que "mejor se siente representada la comunidad de gays, lesbianas, transexuales y bisexuales".[14]

- Penélope Cruz recibirá un homenaje en la 24ª edición del Festival Internacional de Cine de Santa Bárbara en California (oeste) tras ser elegida como "la actriz del año" por VCB (también por Elegy).[15]

- Premios Gotham:[16]
  - Actriz internacional más versátil: Penélope Cruz
  - Mejor reparto: Scarlett Johansson, Rebecca Hall, Javier Bardem, Penélope Cruz.
  - Nominación a la Mejor intérprete revelación: Rebecca Hall

- Golden Satellite Awards:[17]
  - Nominación a Mejor película. Comedia o musical

- Independent Spirit Awards:[18]
  - Nominación a Mejor actor: Javier Bardem
  - Premio a la Mejor actriz de reparto: Penélope Cruz
  - Premio al Mejor guion: Woody Allen

- Asociación de Críticos de Estados Unidos (National Board of Review of Motion Pictures)
  - *Mejor actriz de reparto: Penélope Cruz.

- Asociación de Críticos de Los Ángeles
  - *Mejor actriz de secundaria: Penélope Cruz.

- Asociación de Críticos de Nueva York
  - *Mejor actriz de reparto: Penélope Cruz.

- Premios Gaudí:[19]
  - Mejor película de habla no catalana
  - Mejor interpretación femenina secundaria: Penélope Cruz
  - Mejor música original
  - Nominación a Mejor interpretación masculina principal: Javier Bardem
  - Nominación a Mejor sonido original
  - Nominación a Mejor fotografía

- Medallas del Círculo de Escritores Cinematográficos:[20]
  - Nominación a Mejor actriz secundaria: Penélope Cruz

- Premios de la Unión de Actores:[21]
  - Nominación a Mejor actriz secundaria: Penélope Cruz

- Fotogramas de Plata:[22]
  - Nominación a Mejor actriz de cine: Penélope Cruz